# セネガルにおける死刑

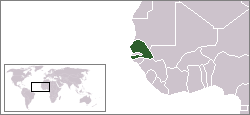
セネガル

セネガルにおける死刑（セネガルにおけるしけい）の項目では、セネガルにおける死刑について解説する。セネガルにおいては1967年以降、死刑は執行されていない。また、2004年12月10日の国会において死刑廃止が可決された。最後に行われた刑の執行は、1967年6月15日に執行されたムスタファ・ロー（Moustapha Lô）に対して行われたものである。罪状は大統領に対する暗殺未遂による外患罪であり、銃殺刑が用いられた。これはセネガル独立以降2回目かつ2人目の死刑執行だった。